# Meden buk
Meden buk (bułg. Меден бук) – wieś w południowej Bułgarii, w obwodzie Chaskowo, gminie Iwajłowgrad. W pobliżu meandrującej tu Białej rzeki. Według danych Narodowego Instytutu Statystycznego, 31 grudnia 2011 roku wieś liczyła 42 mieszkańców.